# Mysidioides ampliata
Mysidioides ampliata är en insektsart som beskrevs av Synave 1973. Mysidioides ampliata ingår i släktet Mysidioides och familjen Derbidae. Inga underarter finns listade i Catalogue of Life.